# 隆盛镇 (重庆市)
隆盛镇，是中华人民共和国重庆市綦江区下辖的一个乡镇级行政单位。

## 行政区划
隆盛镇下辖以下地区：
隆盛社区、莲花村、黄山村、山林村、梨子村、双拱村、顺山村、荣农村、可乐村、新屋村、十隆村、振兴村、玉星村、葫芦村、狮铃村、石梁村、中桥村和长春村。